# تئاتر ملی ملبورن
تئاتر ملی ملبورن (انگلیسی: National Theatre, Melbourne) یک سالن نمایش در شهر ملبورن، استرالیا است.
این تئاتر که در سال ۱۹۲۱ تأسیس شده دارای ۷۸۳ نفر ظرفیت می‌باشد. ساختمان تئاتر ملی ملبورن در ابتدا با ۳۰۰۰ نفر ظرفیت به‌عنوان سینما ساخته شده بود اما در بازسازی سال ۱۹۲۸ ظرفیت آن به ۲۵۵۰ نفر کاهش یافت، مابین سال‌های ۱۹۷۲ تا ۱۹۷۴ سالن سینما مورد بازسازی اساسی قرار گرفت و کاربری آن برای نمایش‌های تئاتر و موسیقی با ظرفیت ۷۸۳ نفر تغییر پیدا کرد.